# جنوب شهر
جنوب شهر فیلمی به کارگردانی فرخ غفاری و نویسندگی جلال مقدم بر اساس داستانی به نام «میدان اعدام» به قلم خود فیلم‌نامه‌نویس. محصول سال ۱۳۳۷ است.

## داستان
زن جوانی پس از مرگ همسرش برای گذران زندگی گارسون یک کافهٔ پائین شهر می‌شود. او در آنجا مورد توجه دو جاهل قرار می‌گیرد که از دیرباز با یکدیگر رقابت دارند. وجود زن رقابت آن دو را به مبارزه‌ای سخت می‌کشد و سرانجام آن که انسان تر و آرام‌تر است با زن ازدواج می‌کند و زندگی تازه‌ای به او می‌بخشد.

## دربارهٔ فیلم
- این فیلم نخستین ساخته کارگردان محسوب می‌شود. غفاری پیش از ساخت این فیلم، به فعالیت‌های سینمایی (دور از فیلم سازی) مشغولیت داشت.
- جنوب شهر به دلیل نمایش پلشتی‌های جنوب شهر از جمله کافه‌های بی در و پیکر آن، و دلایل دیگری همچون ریختن قهوه روی سینه باتمان قلیچ، توقیف گشت.
- در سال ۱۳۴۲، این فیلم با اعمال سانسور و با نام جدید رقابت در شهر به نمایش درآمد.
- یکی از شاهکارهای سینمای ایران (در مقایسه با فیلم‌های ضعیف و مبتذل آن دوره) به شمار می‌آید.
- آهنگساز این فیلم هرمز فرهت موسیقی‌شناس صاحب‌نام ایرانی است.
- این فیلم در ۳۵ محل، ۲۴ محل خارجی در فضای باز و ۹ صحنه در فضای واقعی اما داخلی و دو صحنه نیز در استودیو و با دکور تهیه شده است.
- به گفته فرخ غفاری این فیلم اولین فیلمی است که در میان مردم و در فضاهای واقعی فیلمبرداری شده است.[۱]

## سانسور و جلوگیری از نمایش
اکران فیلم از روز یک‌شنبه دوم آذر ماه ۱۳۳۷ در سینماهای متروپول، اسکار، زهره و فردوسی به نمایش درآمد. فیلم در روز سوم نمایش، چهارم آذر، توقیف شد. مذاکرات انجام‌شده که به حذف برخی از صحنه‌های فیلم هم منجر می‌شود، به نتیجه نمی‌رسد؛ زیرا وزیر کشور به طور مستقیم مخالف اکران فیلم است. فیلم سرانجام چند سال بعد با حذف برخی صحنه‌ها و افزودن صحنه‌هایی که در شمال شهر می‌گذرد و رقاصه سابق حالا زندگی مرفهی دارد و دارد گذشته نکبت بار خود را به یادمی‌آورد، به نام «رقابت در شهر» بدون ذکر نام کارگردان به نمایش در می‌آید که موفقیتی هم در پی ندارد.

## بازیگران
- فخری خوروش
- عبدالعلی همایون
- فرهنگ امیری
- لیلی سروش
- فرهاد عماد
- ابراهیم باقری
- داریوش سیاسی
- ذکریا هاشمی